# Vadžgirys
Vadžgirys is een plaats in het Litouwse district Tauragė. De plaats telt 505 inwoners (2001).